# Savo Milošević
Pour les articles homonymes, voir Milošević.
Savo Milošević (en serbe en écriture cyrillique : Саво Милошевић), né le 2 septembre 1973 à Bijeljina (Yougoslavie aujourd'hui Bosnie-Herzégovine), est un entraîneur de football professionnel serbe et ancien joueur, actuellement entraîneur .

## Biographie

### Carrière de joueur
Avec la RF Yougoslavie, Savo Milošević dispute son premier tournoi international lors de la Coupe du monde 1998. Il fut ensuite meilleur buteur (ex aequo avec le robuste attaquant néerlandais Patrick Kluivert) de l'Euro 2000 en inscrivant cinq buts : un doublé contre la Slovénie, un but contre la Norvège et un face aux Pays-Bas. 
Avec l'équipe de Serbie-et-Monténégro, il dispute la Coupe du monde 2006 dans laquelle l'équipe sort dès le premier tour. 
À l'été 2007, Milošević est arrivé en fin de contrat à Osasuna. Il a pensé rejoindre la lucrative Major League Soccer comme d'autres anciennes gloires du football européen (Marcelo Gallardo, Abel Xavier, David Beckham...). En contact avec le Toronto FC, il y est même allé en octobre 2007 pour faire un essai mais les 2 parties ne se sont pas entendues pour un contrat.
Le 8 mars 2008, il signe un contrat d'un an avec le club russe du Rubin Kazan.
Il a déclaré qu'il arrêterait sa carrière de football le 18 novembre 2008 après le match amical Serbie-Bulgarie.
Lors de ce match, Savo rate d'abord 2 penalties, puis se rattrape en marquant 2 buts.
Son total définitif en équipe nationale est donc de 102 sélections et 37 buts.

### Carrière d'entraîneur
Le 28 mars 2019, Savo Milošević est nommé entraîneur du Partizan Belgrade, alors troisième du Championnat serbe, en remplacement de Zarko Lazetic, pour sa première expérience sur un banc.
Fin septembre 2024, Milošević est revenu au Partizan, succédant à Aleksandar Stanojević.

## Palmarès
- Meilleur buteur du Championnat de Yougoslavie : 1994 (21 buts) et 1995 (30 buts)
- Co-Meilleur buteur de l'Euro 2000 avec Patrick Kluivert (5 buts)
- Meilleur buteur de l'équipe nationale de  Serbie (37 buts)
- Joueur le plus capé de toute l'équipe nationale de  Serbie (102 matchs)
- Champion de Russie 2008 avec le Roubine Kazan
- Finaliste de la Coupe d'Espagne : 2005 (Osasuna)
- 102 sélections nationales (37 buts) avec la République fédérale de Yougoslavie, puis la Serbie-et-Monténégro, puis la Serbie.